# Dicranota (Dicranota) retrorsa
Dicranota (Dicranota) retrorsa is een tweevleugelige uit de familie Pediciidae. De soort komt voor in het Palearctisch gebied.